# Sophia Lillis
Sophia Lillis, född 13 februari 2002 i Crown Heights i Brooklyn i New York, är en amerikansk skådespelerska. Hon är mest känd som karaktären Beverly Marsh i Det: Kapitel 1, en filmatisering av Stephen Kings skräckroman Det.

## Filmografi (i urval)
- 2013 – The Lipstick Stain (kortfilm)
- 2014 – A Midsummer Night's Dream
- 2016 – The Garden (kortfilm)
- 2016 – 37
- 2017 – Det
- 2018 – Sharp Objects (TV-serie)
- 2019 – Kitty i spökhuset
- 2019 – Det: Kapitel 2
- 2020 – I Am Not Okay with This (TV-serie)
- 2023 – Dungeons & Dragons: Honor Among Thieves
- 2023 – Asteroid City